# Championnat de France Promotion de Scrabble duplicate
Ce championnat de France réservé aux nouveaux joueurs et aux joueurs classés dans les dernières séries du classement a été créé en 2007, d'abord sous le nom de Championnat de France des séries 5-6-7, renommé en 2009 Championnat de France des séries 4-5-6-7 et depuis 2010 en Championnat de France de Promotion (à nouveau réservé aux joueurs des séries 5-6-7). 
Depuis 2010, le classement se fait à partir des résultats de la Coupe de la Fédération du Festival de Vichy, qui comprend également des joueurs de série 4 (nombre total de joueurs indiqué entre parenthèses). À droite des noms des joueurs, leur classement dans la Coupe de la Fédération est indiqué entre parenthèses.
| Année | Date             | Podium                                                                                                 | Joueurs    |
| ----- | ---------------- | --- | ---------- |
| 2007  | 12-13 mai        | 1. Marc Bruyere, N7 - 2. Hervé Simon, N5A - 3. Cyrille Mourton, N7                                     | 549        |
| 2008  | 26-27 mai        | 1. Patrice Bierman, N4A - 2. Jean-Philippe Thon, N7 - 3. Patricia Miquet, N5A                          | 613        |
| 2009  | 16-17 mai        | 1. Jean-Pierre Laffite-Fitou, N7 (2) - 2. Suzel Joli, N7 (12) - 3. Amadou Sarr, N6C (16)               | 928        |
| 2010  | 8-9 mai          | 1. Marc Rubino, N7 (1) - 2. Samson Tessier, N7 (2) - 3. Nicolas Maquaire, N7 (5)                       | 691 (1048) |
| 2011  | 28-29 mai        | 1. Pierre Houze, N6A (2) - 2. Emmanuel Da Cunha, N6B (5) - 3. Marie-Hélène Gandy, N7 (6)               | 723 (1035) |
| 2012  | 12-13 mai        | 1. Bernard Bascou, N5D (5) - 2. Chantal Ziegler, N6D, (6) - 3. Véronique Landreau, N6B (8)             | 739 (1074) |
| 2013  | 4-5 mai          | 1. Joseph Faye, N7 (10) - 2. Christian Gomez, N7, (16) - 3. Florence Dauvergne, N5A (19)               | 780 (1082) |
| 2014  | 24-25 mai        | 1. Eric Adam, N7 (3) - 2. Philippe Malterre, N7, (11) - 3. Alexis Mosbach, N5A (12)                    | 470 (1201) |
| 2015  | 9-10 mai         | 1. Philippe Malterre, N5A (4) - 2. Sophie Poka, N5A, (13) - 3. Bernard Gasciolli, N5A (30)             | 459 (1189) |
| 2016  | 30 avril-1er mai | 1. François-Xavier Drye, N7 et Isabelle Leydier, N5A, ex aequo (2) - 3. Marie-Pierre Laurent, N5A (20) | 480 (1247) |
| 2017  | 20-21 mai        | 1. Hervé Vivarat, N7 (1) - 2. Laurent Gastal, N7 (11) - 3. Baptiste Mouillon, N5A (18)                 | 458 (1240) |